# Jade
 For alternative betydninger, se Jade (flertydig). (Se også artikler, som begynder med Jade)
Jade er en betegnelse for to forskellige bjergarter: aktinolit og jadeit. Begge er krystalliserede mineraler.
De blev brugt i sten- og bronzealderkulturer og er næsten lige så hårde som kvarts, meget slidstærke og med smukke farver og kan formes. Først i 1863 opdagede den franske mineralog Alexis Damourat, at "jade" er to forskellige materialer. 
Jade fik ord for at helbrede smerter ("sting") i siden. Den del af kroppen hedder på spansk ijada, af latin ilia (= lyske, underliv, flanke),  beslægtet med latin ileus (= alvorlige koliksmerter).  I 1560'erne blev jade på spansk kaldt piedra de ijada (= koliksten, sten mod smerter i siden), forkortet til ijada, som på fransk blev til l'éjade, forvansket til le jade;  og i den form kom ordet til Norden.
Prins Henrik store interesse for jade gjorde, at interessen for materialet voksede  i Danmark.[kilde mangler] Efter prinsens død er en stor del af hans samling af asiatiske jader sat til salg hos Bruun Rasmussen Kunstauktioner, hvor de blev handlet til priser, der langt oversteg vurderingerne.